# Liste de journaux aux Philippines
Cet article liste les journaux qui sont édités aux Philippines.

## Presse nationale

### Quotidiens nationaux
| Titre                             | Langue  | Genre                          | Date de fondation | Tirage (date)                |
| --------------------------------- | ------- | ------------------------------ | ----------------- | ---------------------------- |
| Manila Bulletin                   | Anglais | Généraliste                    | 1900              | 349 000 - 419 000 ex. (2012) |
| Philippine Daily Inquirer         | Anglais | Généraliste                    | 1985              | 270 073 - 286 408 ex. (2012) |
| The Philippine Star               | Anglais | Généraliste                    | 1986              | 262 285 - 286 408 ex. (2012) |
| Manila Standard                   | Anglais | Généraliste                    | 1987              | 130 000 ex. (2012)           |
| The Daily Tribune                 | Anglais | Généraliste                    | 1999              | 130 000 ex. (2012)           |
| The Manila Times                  | Anglais | Généraliste                    | 1898              | 120 700 ex. (2012)           |
| Malaya ou Malaya Business Insight | Anglais | Généraliste, presse économique | 1981              | 80 000 ex. (2012)            |
| United News                       | Anglais | Généraliste                    | 2015              |                              |
| BusinessWorld                     | Anglais | Presse économique              | 1967              | 65 000 ex. (2012)            |
| BusinessMirror                    | Anglais | Presse économique              | 2005              | 82 000 ex. (2012)            |

| Titre                | Langue          | Genre                    | Date de fondation | Tirage (date)      |
| -------------------- | --------------- | ------------------------ | ----------------- | ------------------ |
| Abante               | Tagalog         | Généraliste              | 1988              | 470 600 ex. (2012) |
| Abante Tonite        | Tagalog         | Généraliste              |                   |                    |
| Bagong Tiktik        | Tagalog         | Généraliste/pornographie |                   | 202 262 ex. (2012) |
| Balita               | Tagalog         | Généraliste              |                   | 266 000 ex. (2012) |
| Bomba sa Balita      | Tagalog         | Généraliste              |                   | 50 000 ex. (2012)  |
| Bugso                | Tagalog         | Généraliste              |                   |                    |
| Bulgar               | Tagalog         | Généraliste              |                   | 600 000 ex. (2012) |
| Hataw                | Tagalog         | Généraliste              | 1990              |                    |
| Inquirer Bandera     | Tagalog         | Généraliste              | 1990              | 250 000 ex. (2012) |
| People's Journal     | Anglais         | Généraliste              | 1978              | 371 811 ex. (2012) |
| Pilipino Mirror      | Tagalog/anglais | Généraliste              | 2012              | 50 000 ex. (2011)  |
| Pilipino Star Ngayon | Tagalog         | Généraliste              | 1986              | 502 083 ex. (2012) |
| Pinoy Paparazzi      | Tagalog         | Presse people            |                   |                    |
| PM Pang Masa         | Tagalog         | Généraliste              |                   | 172 815 ex. (2012) |
| Remate               | Tagalog         | Généraliste              | 1990              | 430 000 ex. (2012) |
| Saksi sa Balita      | Tagalog         | Généraliste              |                   | 22 000 ex. (2012)  |
| People's Taliba      | Tagalog         | Généraliste              | 1990              | 226 635 ex. (2012) |
| Tempo                | Tagalog/anglais | Généraliste              | 1990              | 250 000 ex. (2012) |
| People's Tonight     | Anglais/tagalog | Généraliste              |                   | 371 811 ex. (2012) |
| People's Balita      | Tagalog         | Généraliste              |                   | 121 215 ex. (2012) |
| Police Files Tonite  | Tagalog         |                          |                   | 80 000 ex. (2012)  |

### Quotidiens en langue étrangère
| Titre                   | Langue   | Format       | Genre             | Date de fondation | Tirage (date)      |
| ----------------------- | -------- | ------------ | ----------------- | ----------------- | ------------------ |
| Manila Shimbun          | Japonais | Grand format | Généraliste       | 1992              |                    |
| United Daily News       | Chinois  | Grand format | Généraliste       | 1973              | 32 000 ex. (2008), |
| World News              | Chinois  | Grand format | Généraliste       | 1981              | 36 000 ex. (2008), |
| Chinese Commercial News | Chinois  | Grand format | Presse économique | 1919              |                    |

### Presse nationale non-quotidienne
| Titre              | Langue          | Format       | Genre                     | Date de fondation | Rythme de parution | Tirage (date)      |
| ------------------ | --------------- | ------------ | ------------------------- | ----------------- | ------------------ | ------------------ |
| Pinas              | Tagalog         | Tabloïd      | Généraliste               |                   | Hebdomadaire       | 200 000 ex. (2012) |
| Sikat              | Tagalog         | Tabloïd      | Généraliste               | 1990              | Hebdomadaire       | 200 000 ex. (2012) |
| Manila Star        | Anglais         | Tabloïd      | Généraliste               |                   | Hebdomadaire       | 20 000 ex. (2012)  |
| Pinoy Weekly       | Tagalog         | Tabloïd      | Généraliste               | 2002              | Hebdomadaire       |                    |
| Inquirer Libre     | Tagalog/anglais | Tabloïd      | Généraliste               | 2001              | Hebdomadaire       | 110 000 ex. (2012) |
| The Market Monitor | Anglais         | Grand format | Presse économique         | 2014              | Hebdomadaire       |                    |
| Sagad              | Tagalog         | Tabloïd      | Faits divers/pornographie |                   | Hebdomadaire       |                    |

## Presse régionale
Seuls les journaux ayant un tirage important (typiquement plus de 10 000 exemplaires) ou une importance historique particulière sont répertoriés.
| Titre                      | Langue          | Format       | Genre       | Date de fondation | Lieu d'édition | Rythme de parution | Tirage (date)     |
| -------------------------- | --------------- | ------------ | ----------- | ----------------- | -------------- | ------------------ | ----------------- |
| Visayan Daily Star         | Anglais         | Tabloïd      | Généraliste |                   | Bacolod        | Quotidien          | 7 500 ex. (2005)  |
| Baguio Midland Courier     | Anglais         | Tabloïd      | Généraliste | 1947              | Baguio         | Hebdomadaire       | 17 000 ex. (2005) |
| Sun Star                   | Anglais         | Tabloïd      | Généraliste | 1982              | Cebu           | Quotidien          | 10 000 ex. (2005) |
| The Freeman                | Anglais         | Grand format | Généraliste | 1919              | Cebu           | Bihebdomadaire     | 10 000 ex. (2005) |
| Cebu Daily News            | Anglais         | Tabloïd      | Généraliste | 1998              | Cebu           | Quotidien          | 10 000 ex. (2005) |
| Mindanao Times             | Anglais         | Tabloïd      | Généraliste | 1946              | Davao          | Quotidien          | 10 000 ex. (2005) |
| Mindanao Daily Mirror      | Anglais         | Tabloïd      | Généraliste | 1950              | Davao          | Quotidien          | 20 000 ex. (2005) |
| Sun.Star Superbalita Davao | Cebuano         | Tabloïd      | Généraliste | 1999              | Davao          | Quotidien          | 5 000 ex. (2005)  |
| The News Today             | Anglais         | Tabloïd      | Généraliste | 2000              | Iloilo         | Hebdomadaire       | 20 000 ex. (2005) |
| The Daily Guardian         | Anglais         | Tabloïd      | Généraliste | 2000              | Iloilo         | Quotidien          | 6 000 ex. (2005)  |
| Daily Informer             | Anglais         | Tabloïd      | Généraliste |                   | Iloilo         | Quotidien          | 75 000 ex. (2005) |
| Panay News                 | Anglais         | Tabloïd      | Généraliste | 1981              | Iloilo         | Quotidien          | 45 000 ex. (2005) |
| Sun.Star Iloilo            | Anglais         | Tabloïd      | Généraliste | 1999              | Iloilo         | Quotidien          | 40 000 ex. (2005) |
| Sun.Star Pampanga          | Anglais         | Tabloïd      | Généraliste |                   | Pampanga       | Quotidien          | 46 000 ex. (2005) |
| Leyte-Samar Daily Express  | Anglais/waray   | Grand format | Généraliste |                   | Tacloban       | Quotidien          | 6 300 ex. (2005)  |
| Bohol Chronicle            | Anglais         | Tabloïd      | Généraliste | 1954              | Tagbilaran     | Bihebdomadaire     | 5 200 ex. (2005)  |
| Mindanao Examiner          | Anglais/tagalog | Tabloïd      | Généraliste | 2006              | Zamboanga      | Hebdomadaire       |                   |

## Journaux disparus
| Titre                    | Langue   | Format       | Genre             | Date de fondation | Date de disparition | Ampleur de parution | Rythme de parution |
| ------------------------ | -------- | ------------ | ----------------- | ----------------- | ------------------- | ------------------- | ------------------ |
| La Esperanza             | Espagnol | Grand format | Généraliste       | 1846              | 1849                | Manille             | Quotidien          |
| Diario de Manila         | Espagnol | Grand format | Généraliste       | 1848              | 1898                | Manille             | Quotidien          |
| Ilustración Filipina     | Espagnol | Grand format | Généraliste       | 1859              | 1860                | Manille             | Bimensuel          |
| La Ilustración Filipina  | Espagnol | Grand format | Généraliste       | 1891              | 1905                | Manille             | Hebdomadaire       |
| The Fookien Times        | Chinois  | Grand format | Généraliste       | 1926              | 1972                | Nationale           | Quotidien          |
| Manila Chronicle         | Anglais  | Grand format | Généraliste       | 1945              | 1998                | Nationale           | Quotidien          |
| The Philippine Chronicle | Anglais  | Grand format | Généraliste       | 2006              |                     | Nationale           | Quotidien          |
| Today                    | Anglais  |              | Généraliste       |                   | 2005                | Nationale           | Quotidien          |
| The Philippine Post      | Anglais  | Grand format | Presse économique |                   |                     | Nationale           | Quotidien          |
| Tumbok                   | Anglais  | Tabloïd      | Généraliste       |                   | 2007-2008           | Nationale           | Quotidien          |

## Sites d'actualité
- Rappler
- Sun.Star Manila
- GMA News Online
- ABS-CBN News
- MindaNews